# Galerie Buchholz

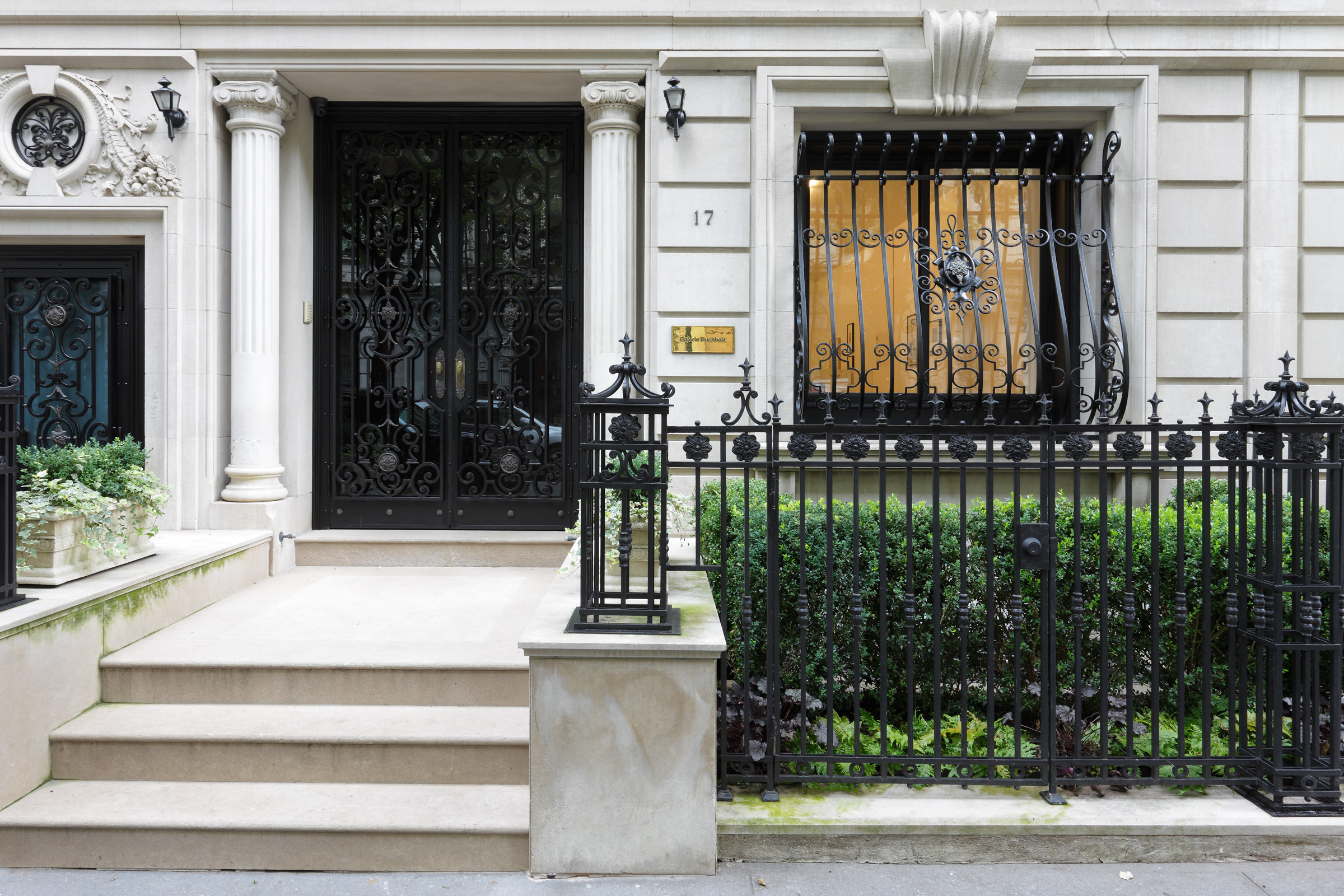
Galerie Buchholz, New York 2015

Galerie Buchholz ist eine Galerie für zeitgenössische Kunst mit Ausstellungsräumen in Köln, Berlin und New York City. Sie wurde 1986 von Daniel Buchholz in Köln gegründet, der sie heute gemeinsam mit Christopher Müller leitet.

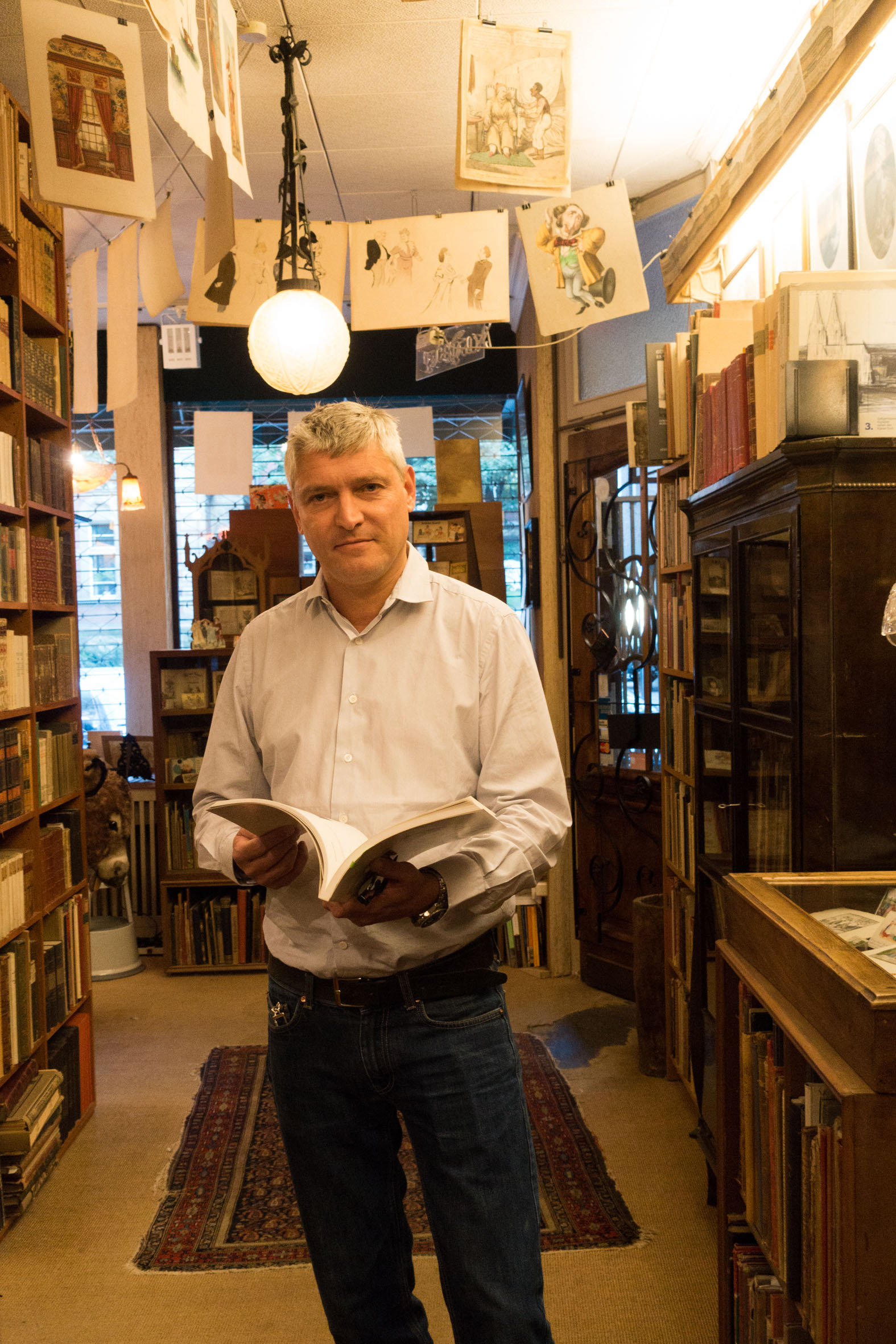
Daniel Buchholz (2014)

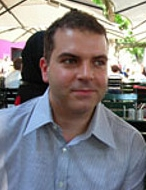
Christopher Müller (2014)

## Geschichte
Die Ausstellungsräume der Galerie befinden sich in Köln in der Neven-DuMont-Straße 17, in Berlin in der Fasanenstraße 30 sowie in New York in der 17 East 82nd Street. Seit ihrer Gründung hatte die Galerie unterschiedliche Standorte. Zunächst befand sie sich in einem Ausstellungsraum in der Bismarckstraße 50 in Köln, dem ehemaligen Lager Rudolf Zwirners. 1988 fand die Eröffnung in der Venloer Straße 21 in Köln statt. 1990 wurde mit Buchholz & Schipper in der Albertusstraße 26 in Köln ein auf Multiples spezialisierter Ausstellungsraum in Zusammenarbeit mit Esther Schipper eröffnet. 1992 eröffnete mit Buchholz & Buchholz in der Breite Straße 36 in Köln ein Ausstellungsraum in einer Dependance des Antiquariats von Daniel Buchholz’ Vater Hans Buchholz. Seit 1994 befindet sich die Galerie Daniel Buchholz in der Neven-DuMont-Straße 17 in Köln im Haupthaus des väterlichen Antiquariats, in dem Daniel Buchholz ehemalige Lagerräume zu Ausstellungsräumen umbaute. Das Antiquariat des Vaters wird seit dessen Tod 1993 von Daniel Buchholz neben seiner Tätigkeit als Galerist weitergeführt. Hier befindet sich bis heute der Hauptsitz der Galerie.

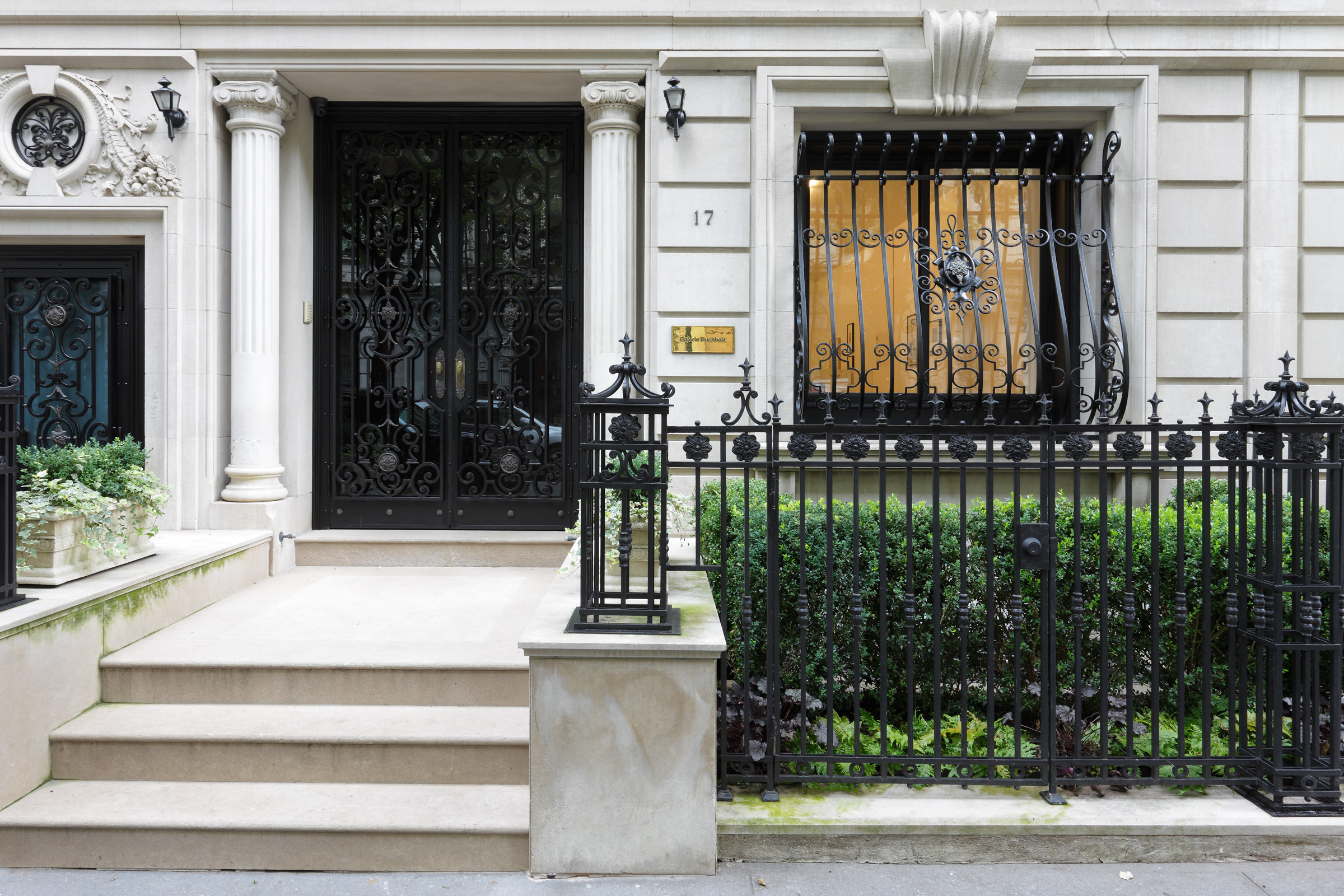
Galerie Buchholz, New York 2015

Der Kunsthistoriker Christopher Müller hat in der Galerie ab 1996 zunächst Filmprogramme und Ausstellungen mit organisiert. Seit dem Jahr 2000 ist er Partner in der Galerie. Von 2006 bis 2016 verfügte die Galerie über einen weiteren Ausstellungsraum in der nahegelegenen Elisenstraße in Köln. 2008 eröffnete die Berliner Dependance in der Fasanenstraße 30 in Charlottenburg und 2015 die New Yorker Dependance in der 17 East 82nd Street in der Upper East Side, Manhattan.

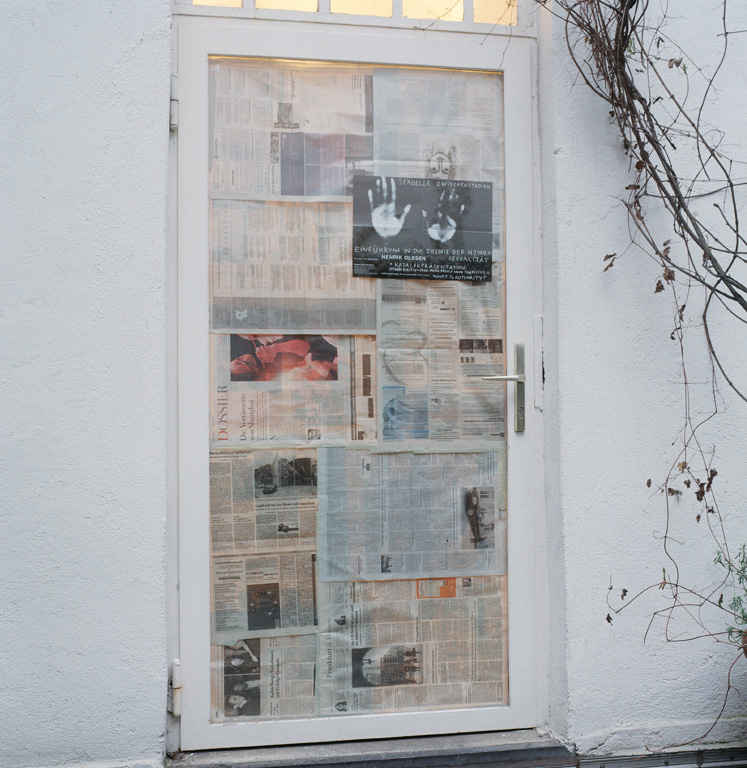
Installationsansicht, Henrik Olesen in der Neven-DuMont-Straße, Köln

## Ausstellungen
1985 organisierte Daniel Buchholz Ausstellungen mit den Künstlern John M. Armleder und Brian Eno in den ehemaligen Lagerräumen von Rudolf Zwirner. In seinen eigenen Räumen unter dem Namen „Daniel Buchholz“ fanden ab 1986 weitere Einzelausstellungen u. a. mit John M. Armleder, Olivier Mosset, Udo Lefin, Allan Belcher, Uwe Lausen, Ken Lum, Dieter Roth und der kanadischen Künstlergruppe General Idea statt. 1987 organisierte Buchholz eine wegweisende Ausstellung zum Multiple sowie Ausstellungen zum gesamten grafischen Werk von Blinky Palermo und Sigmar Polke. Im selben Jahr begann die für die Galerie prägende und bis heute andauernde Zusammenarbeit mit der Künstlerin Isa Genzken als deren Hauptgalerie. Es handelte sich um das Ausstellungsprojekt „Musix“, in dem Isa Genzken ihre neuen Beton-Skulpturen „Weltempfänger“ in einem von Buchholz angemieteten Schaufenster eines Geschäfts für HiFi-Geräte ausstellte. 1988 fand die erste Einzelausstellung Isa Genzkens bei Daniel Buchholz statt. 1990 war das Ausstellungsprojekt „Samson“ von Chris Burden in der Galerie zu sehen. 1993 zeigte Buchholz die erste Galerie-Ausstellung des Künstlers Wolfgang Tillmans, den die Galerie bis heute vertritt.

„Tillmans, der zehn Jahre später zu den weltweit anerkanntesten zeitgenössischen Fotografen gehört, hatte seine erste Ausstellung bei Daniel Buchholz, der damals einen 9 qm großen Raum bespielte.“

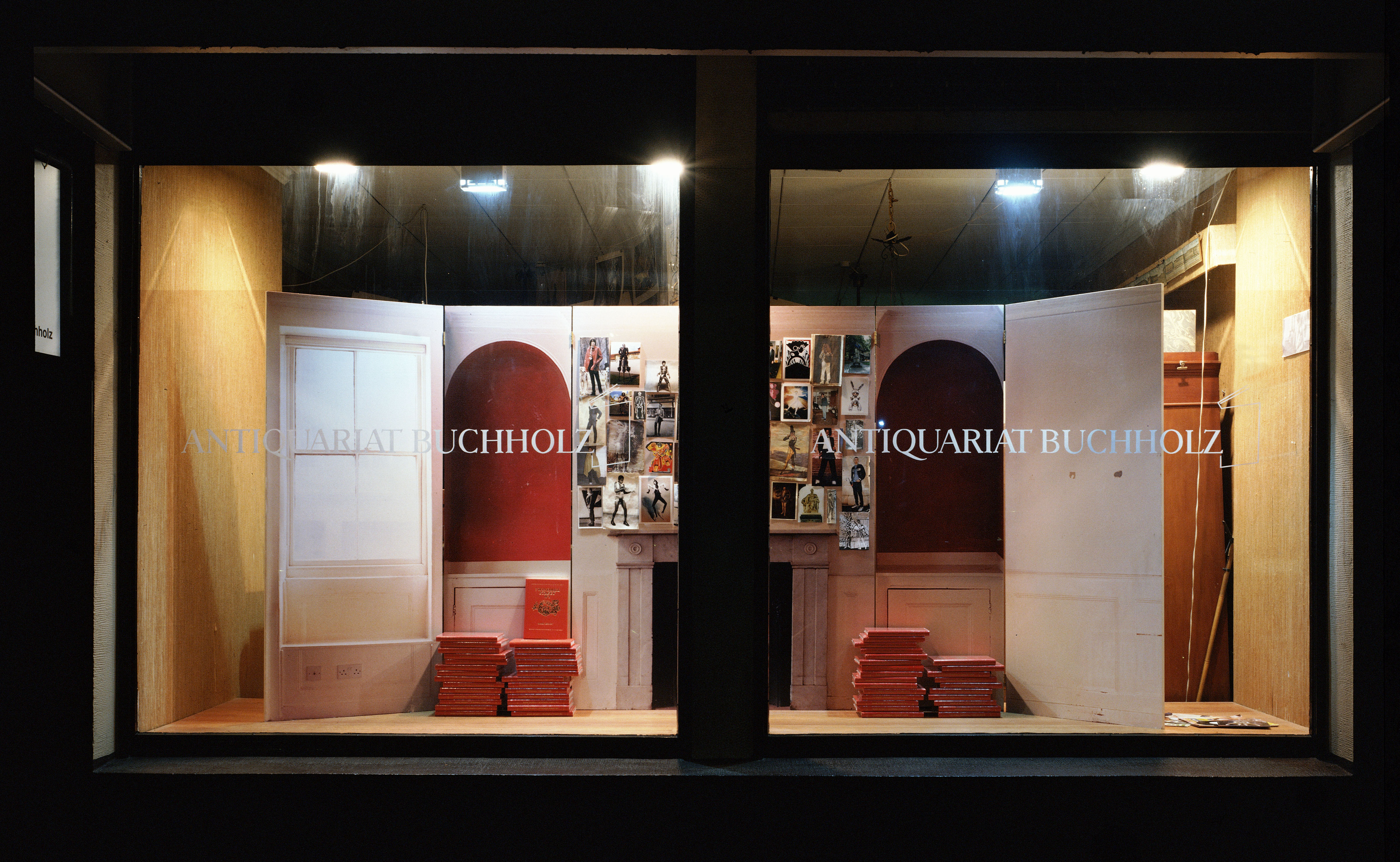
Fenster des Antiquariats Buchholz in der Neven-DuMont-Straße, Installationsansicht von Mark Leckey, 2007

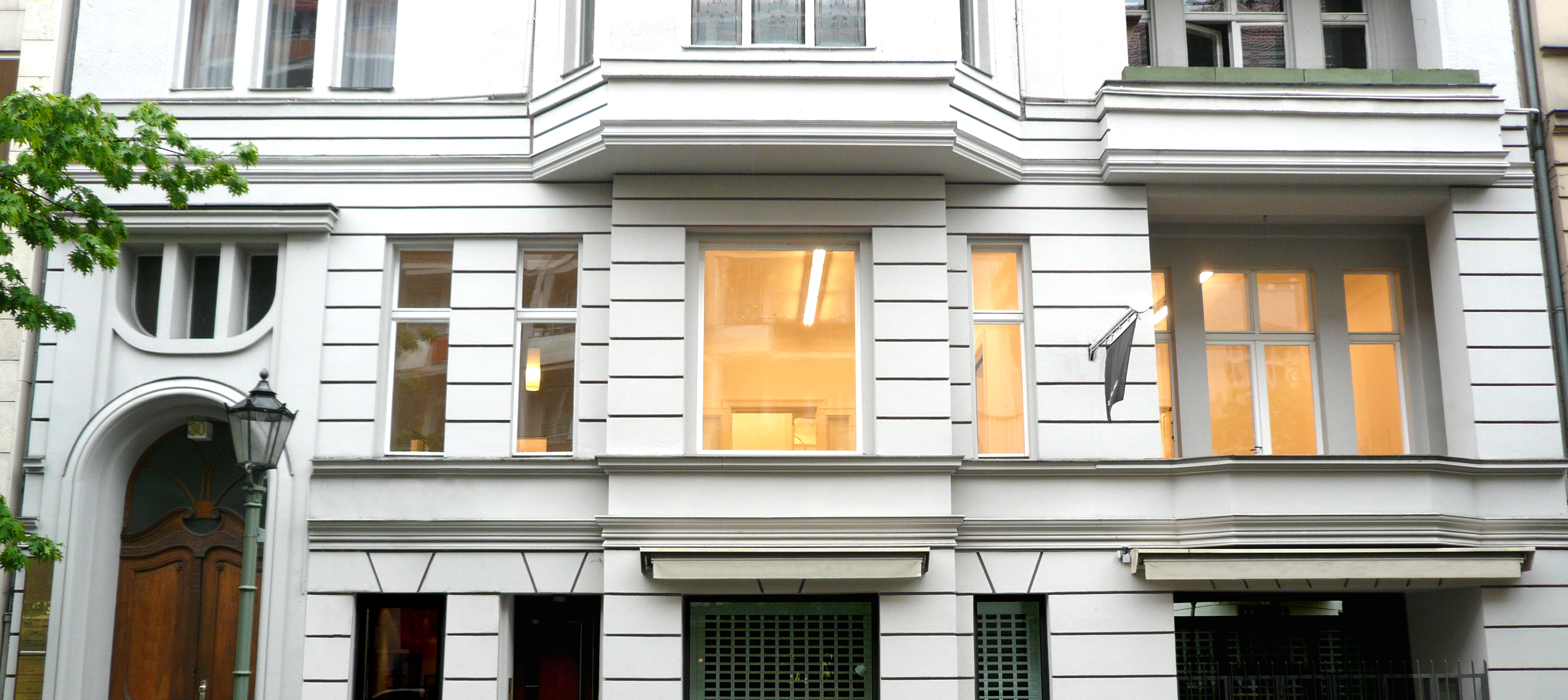
Außenansicht der Berliner Dependance in der Fasanenstraße

### 1994–2023
- 1994 eröffnet Daniel Buchholz seine neuen Ausstellungsräume in der Neven-DuMont-Straße mit der Gruppenausstellung „Sonne München“, an der die Künstler Kai Althoff, Cosima von Bonin,[11] Dominique Gonzales-Foerster, Carsten Höller, Justus Köhncke, Philippe Parreno[12] und Wolfgang Tillmans beteiligt waren. Es folgen Einzelausstellungen mit Isa Genzken, Wolfgang Tillmans und Maurizio Cattelan.
- 1995: zeigt Buchholz erste Einzelausstellungen mit Kai Althoff und Lukas Duwenhögger.
- 1996: Die erste Einzelausstellung mit Jutta Koether sowie die von Cosima von Bonin, Daniel Buchholz und Christopher Müller organisierten Veranstaltungsreihe „Glockengeschrei nach Deutz“.

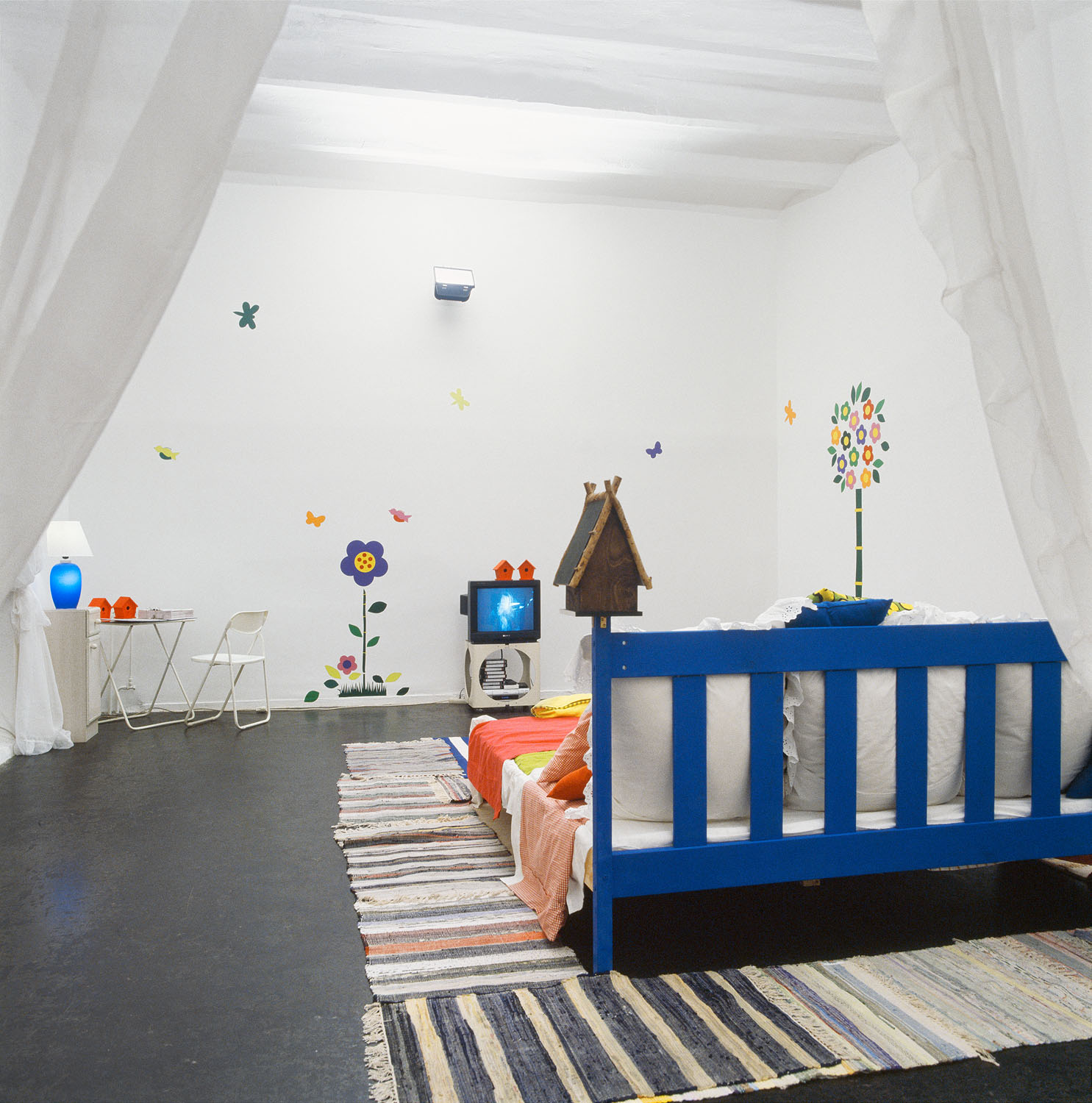
Installationsansicht der Installation „Unisex Love Nest“ von Mike Kelley aus dem Jahr 2000

- 1997: Die erste Einzelausstellung von Michael Krebber in der Galerie sowie eine Ausstellung mit Werken von Jochen Klein.
- 1998: Einzelausstellungen mit Isa Genzken, Jutta Koether und Kai Althoff.
- 1999: Einzelausstellungen von Lukas Duwenhögger und Wolfgang Tillmans sowie erste Einzelausstellungen von Jeroen de Rijke/Willem de Rooij, Thomas Eggerer und Stefan Thater.
- Im Januar 2000: Die Ausstellung „Unisex Love Nest“[13] von Mike Kelley. Zusammen mit der Installation von Mike Kelley werden in der Galerie Arbeiten von Jack Smith und im Kino „Die Brücke“ ein Filmprogramm mit Filmen von Jack Smith gezeigt. Es folgen erste Einzelausstellungen von Frances Stark, Richard Hawkins und Mark Leckey.

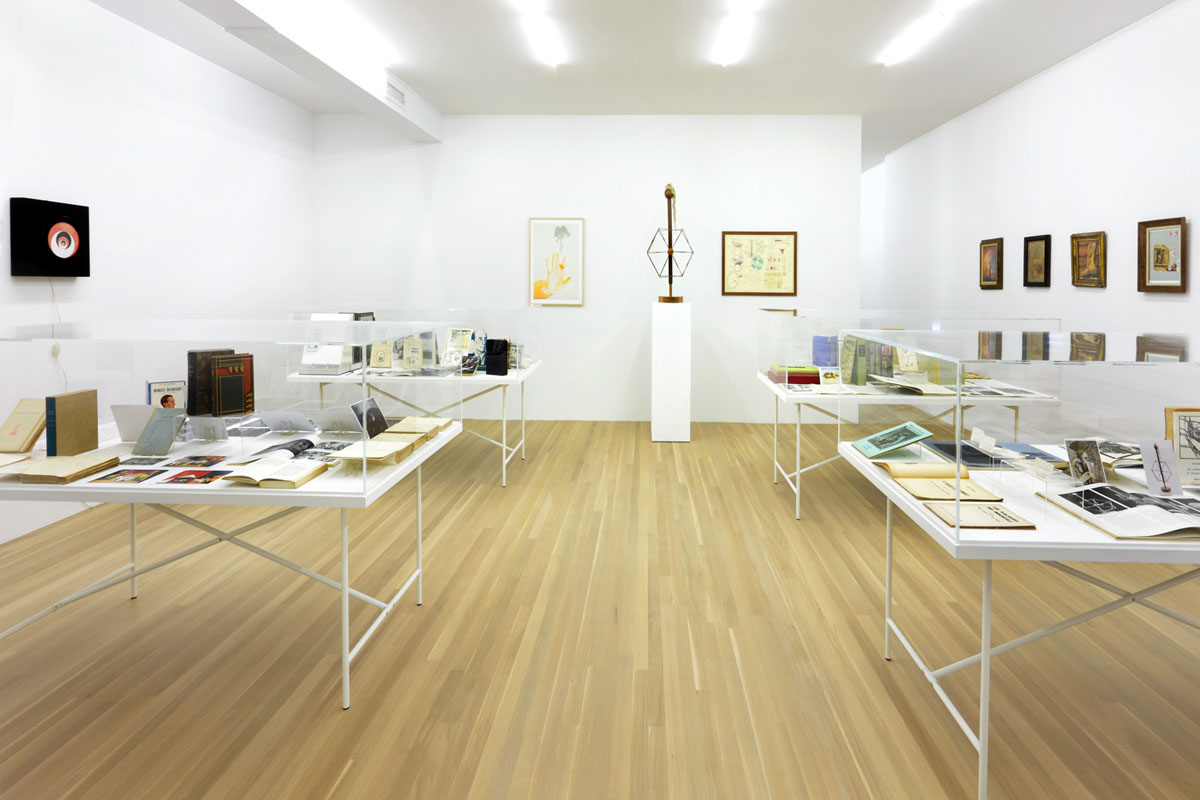
Raymond Roussel, Installationsansicht Galerie Buchholz, New York 2015

- Im November 2000 organisierte die Galerie eine Ausstellung mit Jack Goldstein: Es war die erste Galerie-Ausstellung des Künstlers seit seinem Rückzug aus der Kunstszene Anfang der 1990er Jahre. Nach einem Treffen mit Daniel Buchholz und Christopher Müller in Los Angeles vertraute er den Galeristen sein filmisches Œuvre an. Christopher Müller arbeitete daraufhin in Zusammenarbeit mit einem Filmlabor an der Wiederherstellung und Restaurierung der Filme, sodass in der Galerie schließlich ein von Jack Goldstein konzipiertes Programm von zehn 16-mm-Filmen gezeigt werden konnte. Zudem waren Bilder und Schallplatten aus den 1970er und 1980er Jahren zu sehen.[14]
- 2001: Einzelausstellungen von Wolfgang Tillmans, Kai Althoff und Isa Genzken. Erste Einzelausstellungen von Lucy McKenzie und Cerith Wyn Evans.
- 2002: Erste Einzelausstellungen mit Henrik Olesen und Morgan Fisher sowie weitere Einzelausstellungen mit Lukas Duwenhögger, Jutta Koether, Richard Hawkins und Jeroen de Rijke/Willem de Rooij.
- 2003: Erste Einzelausstellung in der Galerie von Tomma Abts sowie erste Ausstellungen von Julian Göthe und Silke Otto-Knapp.
- 2004: Neben weiteren Einzelausstellungen von Frances Stark, Cerith Wyn Evans und Lucy McKenzie findet auch ein Ausstellungsprojekt mit Peter Doig statt. In Zusammenarbeit mit Peter Doig organisiert die Galerie eine Ausstellung die eine Gegenüberstellung neuer Arbeiten von Peter Doig mit einer Auswahl von Arbeiten von Jochen Klein zeigt.
- 2005: Erste Ausstellungen der Galerie von Katharina Wulff und Florian Pumhösl sowie eine weitere Ausstellung von Henrik Olesen. Im November zeigte die Galerie die Installation „Kinder Filmen“ von Isa Genzken.
- 2006: Einzelausstellungen von Tomma Abts und Richard Hawkins. Erste Ausstellungen von Mathias Poledna, Cheyney Thompson und Vincent Fecteau. Ende 2006 organisiert die Galerie die historische Ausstellung mit der Werkgruppe der „Yellow Movies“ von Tony Conrad.
- 2007: Die Galerie zeigt eine Ausstellung mit Werken von Martin Barré aus den Jahren 1960 bis 1992.
- 2008: Die Galerie eröffnet neue Ausstellungsräume in Berlin. Die Eröffnungsausstellung der Berliner Räume ist eine von Daniel Buchholz kuratierte Ausstellung des Werkes von Marcus Behmer (2008).[15] Erste Einzelausstellungen der Galerie mit Sam Lewitt und Cosima von Bonin.
- 2009: Erste Einzelausstellung der Galerie mit Simon Denny.
- 2010: Erste Einzelausstellung der Galerie mit Martin Wong.
- Im Dezember 2011 bzw. Januar 2012 veranstaltet der Theaterregisseur René Pollesch in den Berliner Ausstellungsräumen der Galerie ein von ihm konzipiertes Gesellschaftsspiel mit dem Titel „Du hast mir die Pfanne versaut, du Spiegelei des Terrors“. Unter dem Titel „Der Dialog ist ein unverständlicher Klassiker. Der Schnittchenkauf 2011–2012“[16] veröffentlicht die Galerie theatertheoretische Schriften von René Pollesch.
- 2012: Erste Einzelausstellung der Galerie mit R.H. Quaytman.
- 2013: Erste Einzelausstellungen der Galerie mit John Kelsey.
- 2014: Erste Einzelausstellungen der Galerie mit Stewart Uoo und Lutz Bacher.
- 2015: Die Galerie eröffnet neue Ausstellungsräume in New York. Die Eröffnungsausstellung der New Yorker Räume ist eine Ausstellung zu Raymond Roussel, kuratiert von Daniel Buchholz und Christopher Müller, in Zusammenarbeit mit Francois Piron. Erste Einzelausstellung der Galerie mit Sergej Jensen. Es folgt eine Ausstellung mit der Künstlerin, Schriftstellerin und Kuratorin Julie Ault sowie Ausstellungen der Galeriekünstler Henrik Olesen, Cerith Wyn Evans, Lucy McKenzie, Isa Genzken, Jochen Klein und Mathias Poledna. Ab 2017 arbeitet die Galerie Buchholz New York mit dem Estate von Alvin Baltrop.
- 2016: Es findet die erste Einzelausstellung mit Anne Imhof, eine mehrtägige Performance sowie Ausstellung unter dem Titel "Overture" in der Kölner Galerie statt,[17] sowie die erste Einzelausstellung der Galerie mit Mayo Thompson in den Berliner Räumen.
- 2017: Erste Ausstellungen der Galerie mit Cameron Rowland, Caleb Considine, Melvin Edwards und Michael Oppitz. Ab 2017 arbeitet die Galerie Buchholz New York mit dem Estate von Alvin Baltrop.
- 2018: Im Februar feiert die Galerie das 25-jährige Jubiläum ihrer Zusammenarbeit mit Wolfgang Tillmans. Ende November zeigt die Galerie anlässlich des 70. Geburtstags von Isa Genzken eine Ausstellung zu den Außenprojekten der Künstlerin. Erste Einzelausstellung der Galerie mit Trisha Donnelly.
- 2019: Erste Einzelausstellung der Galerie mit Heji Shin und Monica Majoli.
- 2020: Erste Einzelausstellung der Galerie mit Ulla Wiggen und Gili Tal.
- 2021: Erste Einzelausstellung der Galerie mit Peter Fischli. Im Dezember 2021 eröffnete „The Betty Center“, das Archiv von Lutz Bacher, in unmittelbarer Nachbarschaft zur Galerie Buchholz in New York.[18] Das von der Galerie zusammen mit dem Lutz Bacher-Estate organisierte sowie betreute Archiv wurde 2010 von der Künstlerin als eigenständiges Kunstwerk ausgewiesen und ist als öffentlich zugängliche Ressource zu ihrem Werk konzipiert.[19]
- 2023: Erste Einzelausstellung der Galerie mit Samuel Hindolo.

Neben Ausstellungen ihrer Künstler finden in der Galerie ebenso kuratierte, historische Ausstellungen statt, so beispielsweise 2010 eine Ausstellung mit Werken von Martin Wong oder im Jahr 2013 eine große Ausstellung zu Leben und Werk Raymond Roussels (mit der 2015 in veränderter Form die Ausstellungsräume in New York eröffnet werden). Im Sommer 2014 organisiert die Galerie zusammen mit Diedrich Diederichsen, Juliane Rebentisch und Marc Siegel ein Symposium und eine Ausstellung anlässlich des 70. Geburtstags des amerikanischen Theoretikers und Ausstellungsmachers Douglas Crimp (2014). Die Ausstellung in der Galerie wurde von Christopher Müller im Austausch mit Douglas Crimp entwickelt und die internationalen Referenten des Symposiums wurden von Diederichsen, Rebentisch und Siegel eingeladen. 2017 organisierte Christopher Müller gemeinsam mit Diedrich Diederichsen in den New Yorker Räumen der Galerie die Ausstellung „Cosmic Communities: Coming Out Into Outer Space – Homofuturism, Applied Psychedelia & Magic Connectivity“. Im Jahr 2021 publizierte die Galerie das Buch „Shamans of the Blind Country“ von Michael Oppitz. Es ist die englische Version des deutschen Originals, erstmals 1981 im Syndikat Verlag unter dem Titel „Schamanen im Blinden Land“ erschienen; Ausstellungsprojekten mit Werken von Michael Oppitz in der Galerie 2021 in Berlin und 2023 in New York begleiteten die Veröffentlichung im Englischen.
Die Galerie ist auf den Messen Art Basel, Art Basel Miami Beach, Art Cologne und Frieze Art Fair London vertreten.

## Künstler der Galerie
Künstler der Galerie sind:
- Tomma Abts[28]
- Alvin Baltrop[29][30]
- Matt Browning
- Tony Conrad[31]
- Caleb Considine[32][33]
- Moyra Davey[34]
- Trisha Donnelly[35]
- Lukas Duwenhögger[36][37]
- Melvin Edwards[38]
- Thomas Eggerer[39]
- Cerith Wyn Evans[40][41]
- Vincent Fecteau[42][43]
- Peter Fischli[44][45]
- Isa Genzken[46][47]
- Jack Goldstein[48][49]
- Julian Göthe[50]
- Richard Hawkins[51][52]
- Samuel Hindolo[53][54]
- Anne Imhof[55][56]
- Sergej Jensen[57][41]
- John Kelsey[58][59]
- Jochen Klein[60][61]
- Jutta Koether[62]
- Michael Krebber[62]
- Mark Leckey[63][64]
- Sherrie Levine
- Monica Majoli[65][66]
- Diego Marcon
- Lucy McKenzie[67]
- Elie Nadelman[68][69]
- Yair Oelbaum
- Henrik Olesen[70]
- Silke Otto-Knapp[71][72]
- Vera Palme[35]
- Mathias Poledna[73][74]
- Florian Pumhösl[75]
- R. H. Quaytman[76][77]
- Cameron Rowland[78]
- Heji Shin[79][80]
- Frances Stark[81][82]
- Josef Strau[50][83]
- Gili Tal[84][85]
- Paul Thek
- Mayo Thompson[86][87]
- Wolfgang Tillmans[88]
- Stewart Uoo[89]
- Ulla Wiggen[90][91]
- Martin Wong[92][93]
- Katharina Wulff[50]

## Publikationen
Seit 1997 publiziert die Galerie Buchholz eigene Kataloge und -publikationen, darunter unter anderem Monographien zu Isa Genzken, Jutta Koether, Michael Krebber und Wolfgang Tillmans sowie Buchprojekte wie Uwe Gabriels "Fotografien für das Plakat von Aktion Pisskrücke Geheimdienst am Nächsten", editiert von Michael Krebber und mit einem Textbeitrag des Kunsthistorikers Michael Sanchez (2021 erschienen). Ebenfalls 2021 erschien die Ausstellungspublikation "Marie Laurencin", gestaltet von Mathias Poledna und mit Textbeiträgen von Jelena Kristic und Hirohisa Takano-Yoshizawa. Im Jahr 2023 erschien „The Books and Life of Raymond Roussel“, eine bio- und bibliografische Studie über den französischen Autor Raymond Roussel (1877–1933), recherchiert und geschrieben von Michael Sanchez.
- Curtis Cuffie: o.T., Galerie Buchholz, Köln, 2023, ISBN 978-1-953691-15-6
- Raymond Roussel: The Books and Life of Raymond Roussel, Galerie Buchholz, 2023, ISBN 3-9822848-0-5, 978-3982284804
- Michael Krebber: Catalogue Raisonné Vol. I, Galerie Buchholz, 2022, ISBN 978-3-7533-0220-1
- Ulla Wiggen: o. T., hrsg. von Galerie Buchholz zusammen mit Art And Theory Publishing, 2022, ISBN 978-91-986720-6-0
- Mathias Poledna: Fine Important Post War and Contemporary, Galerie Buchholz, Köln, 2022
- Michael Oppitz: Shamans of the Blind Country: A Picture book from the Himalaya, Galerie Buchholz, 2021, ISBN 978-3-9815673-9-7.
- Marie Laurencin: o.T., Galerie Buchholz, 2021
- Juliane Rebentisch: Camp Materialism, Galerie Buchholz, 2020, ISBN 978-3-9815673-7-3
- Isa Genzken: Außenprojekte / Projects for Outside, Galerie Buchholz, 2020, ISBN 978-3-96098-691-1
- LP: Anne Imhof: Brand New Gods. Galerie Buchholz, Köln, 2016
- Vincent Fecteau: you have did the right thing when you put that skylight in. Galerie Buchholz, Köln, 2016, ISBN 978-3-9815673-5-9
- Lucy McKenzie: After Inspired by an Atlas of Leprosy. Galerie Buchholz, Köln, 2016, ISBN 978-3-9815673-6-6
- Lutz Bacher: Shit For Brains. Galerie Buchholz, Köln, 2015, ISBN 978-3-9815673-4-2
- Yve-Alain Bois: Christophe Verfaille. Galerie Buchholz, Köln, 2014, ISBN 978-3-9815673-2-8
- Isa Genzken: Early Works. Galerie Buchholz, Köln, 2014, ISBN 978-3-9815673-1-1
- Julie Ault/Heinz Peter Knes/Danh Vo/Martin Wong: I·M·U U·R·2. Walther König, Galerie Buchholz, Köln, 2013, ISBN 978-3-86335-348-3
- Isa Genzken: Berlin, 1973. Galerie Buchholz, Köln, 2013
- René Pollesch: Der Schnittchenkauf. Galerie Buchholz, Köln, 2012, ISBN 978-3-9815673-0-4
- Michael Krebber: Jack Smith – Antonius Höckelmann. Galerie Buchholz, Köln, 2012
- Mathias Poledna: Version. Galerie Buchholz, Köln, 2010, ISBN 978-3-942405-12-6
- Richard Hawkins: Of Two Minds, Simultaneously. Galerie Buchholz, Köln, 2010, ISBN 978-3-86560-425-5
- Richard Hawkins: o. T., Galerie Buchholz, Köln, 2009
- Peter Doig/Jochen Klein: o. T., Galerie Buchholz, Köln, 2006
- Tomma Abts: o. T., Galerie Buchholz / Greengrassi, Köln, London, 2004
- Lucy McKenzie: Global Joy. Galerie Buchholz, Köln, 2002
- Kai Althoff: Ja, Herrkenn mich genau – 'Wo wohnt ihr?'- Ab heute bei dir. Galerie Buchholz, Köln, 2001, ISBN RDB DB 040830
- Wolfgang Tillmans: Total Solar Eclipse / Totale Sonnenfinsternis. Katalog Galerie Daniel Buchholz, Köln, 1999 (Fotografien und Zeichnungen von Wolfgang Tillmans)
- Michaela Eichwald: Gegenwärtigen gegenwärtigen – 10 Jahre sind kein Tag. Galerie Buchholz, Köln, 1999, ISBN 978-3-933557-16-2